# Parent (Québec)
Parent ist eine ehemalige Gemeinde (Municipalité de village) in der Verwaltungsregion Mauricie der kanadischen Provinz Québec. 
Parent wurde am 26. März 2003 in die Stadt La Tuque eingegliedert und bildet seitdem innerhalb der Stadt einen Secteur. Parent liegt am Fluss Rivière Bazin. 
Der Ort wurde 1910 gegründet. Parent zählte im Jahr 2021 455 Einwohner.
Parent ist an das Bahnnetz von VIA Rail Canada angeschlossen.

## Einzelnachweise

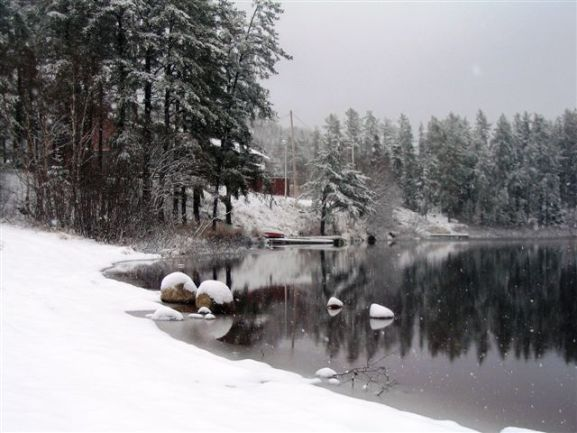
Kläranlage am Fuß von Radaranlagen